# Astronomická observatoř Bělehrad

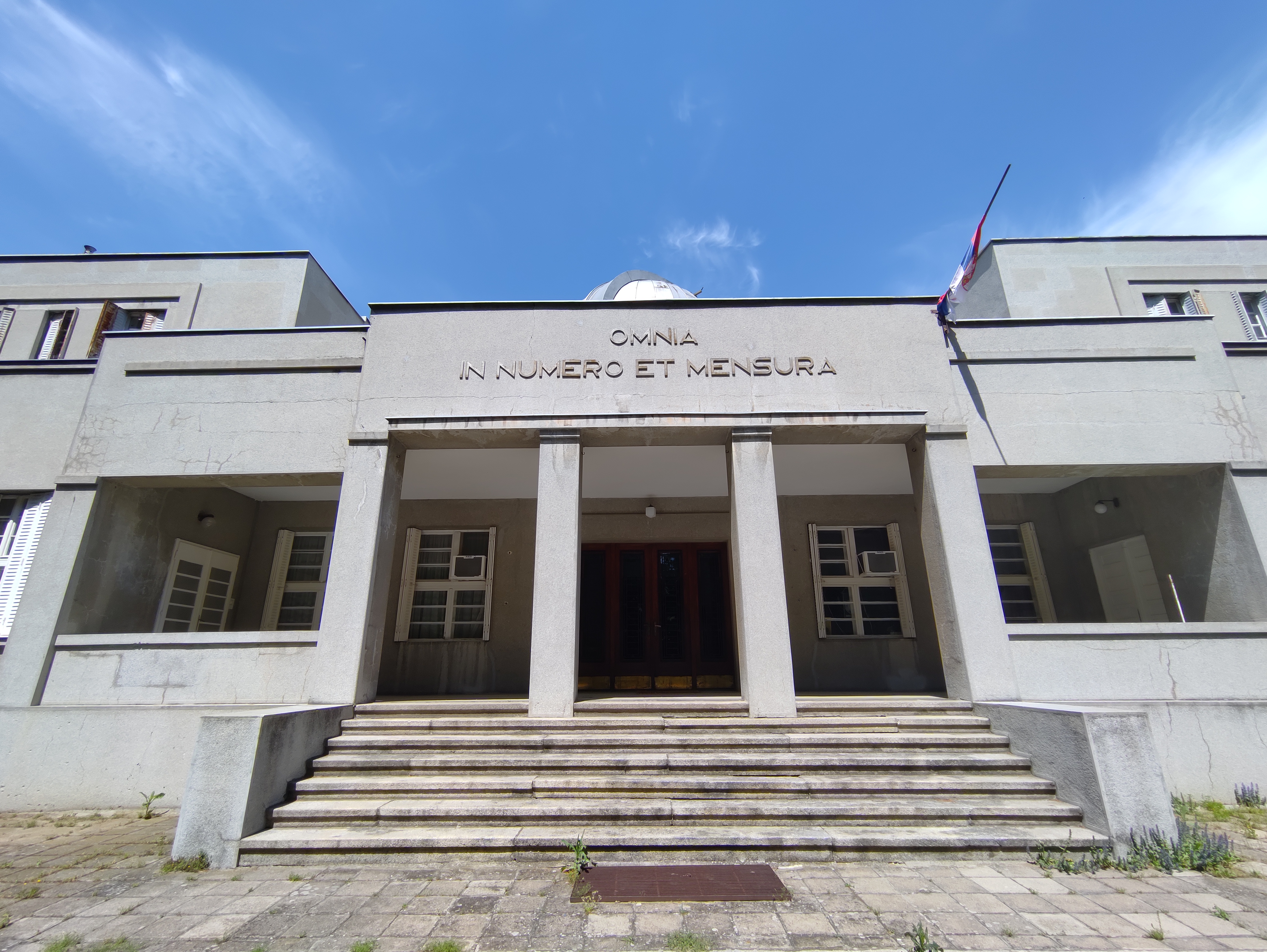
Správní budova.

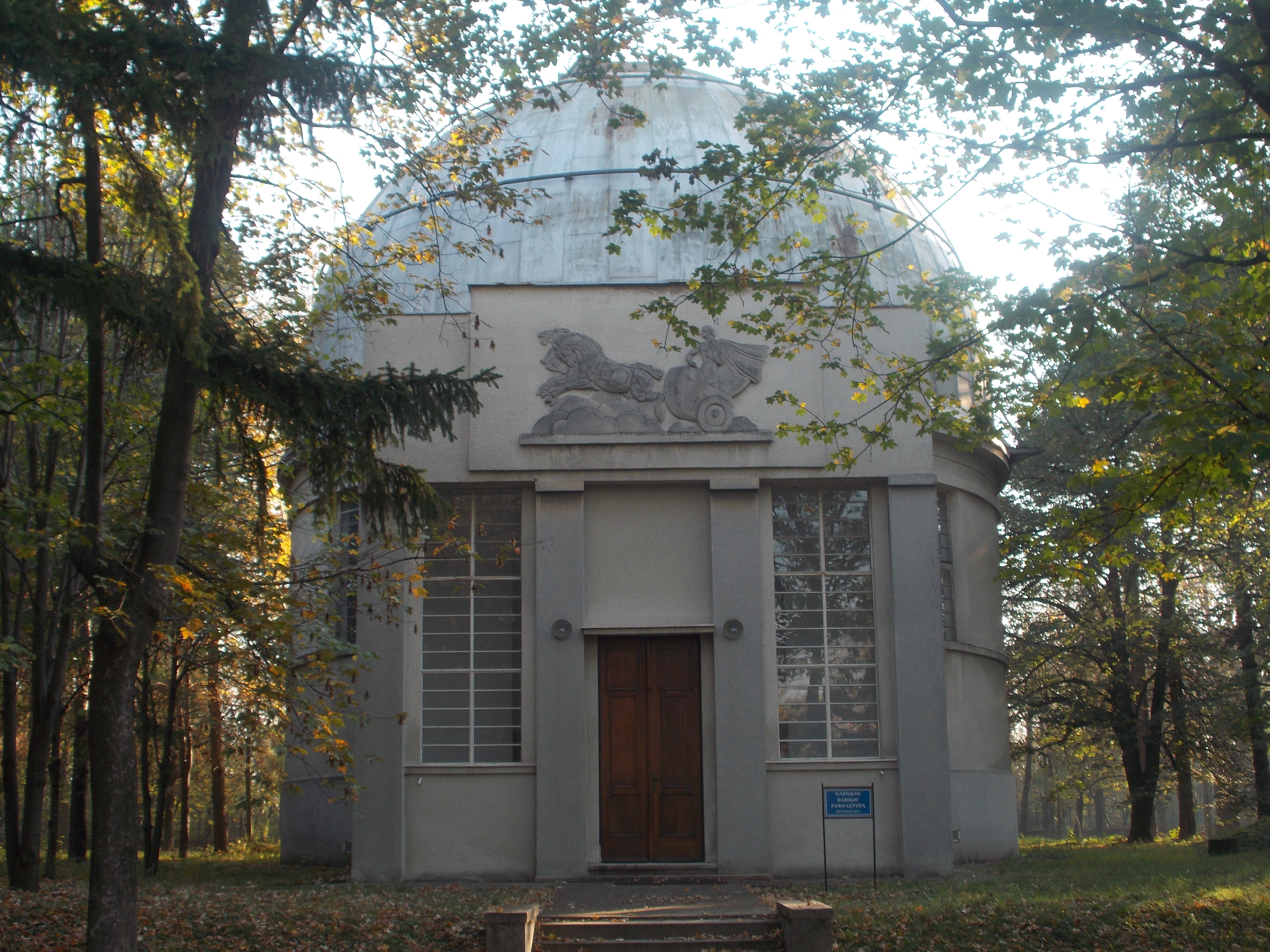
Budova pro velký refraktor.

Astronomická observatoř Bělehrad (srbsky Астрономска опсерваторија Београд/Astronomska opservatorija Beograd) se nachází v hlavním městě Srbska Bělehradu, v místní části Zvezdara, na východním okraji metropole.

## Historie
Současná observatoř nahradila starší skromné zázemí z přelomu 19. a 20. století. Pod vedením Vojislava V. Miškoviće bylo rozhodnuto o výstavbě nového objektu, v soutěži byl nakonec vybrán projekt českého architekta Jana Dubového. Ten navrhl osm staveb celého komplexu observatoře. Celkové náklady na stavbu dosáhly deseti milionů tehdejších dinárů. Lokalita byla nejprve upravena (odstraněna vegetace, vyrovnán terén), na místě se nacházel starší trigonometrický bod.
Stavební práce probíhaly až do roku 1931. Hvězdárna (v srbštině Zvezdarnica) nakonec ovlivnila název celé lokality, a podle něj byla pojmenována i kolonie Zvezdara, předchůdce současné místní části Bělehradu. Objekty hvězdárny vznikly v tehdy populárním funkcionalistickém stylu; striktně stroze navržené objekty jsou téměř prostý všech dekorací a ozdob. Jedinou výjimkou jsou reliéfy od Branka Krstiće. Nápadní je hlavně správní budova, která byla rozčleněna do centrální části a dvou křídel; s hlavním vstupem a nápisem OMNIA IN NUMERO ET MENSURA.
Jan Dubový za projekt observatoře získal titul Doktora technických věd. Byl také představen na výstavě skupiny architektů v Praze. V současné době je stavba kulturní památkou (od roku 2001). Má být nahrazena modernějším komplexem v lokalitě Vidojevac; tento komplex by měl být přebudován na muzeum.